# Arboussols
Arboussols (katalanisch Arboçols) ist ein Ort und eine südfranzösische Gemeinde mit 130 Einwohnern (Stand: 1. Januar 2022) im Département Pyrénées-Orientales in der Region Okzitanien in der alten Kulturlandschaft des ehemals zu Katalonien gehörenden Roussillon.

## Geografie

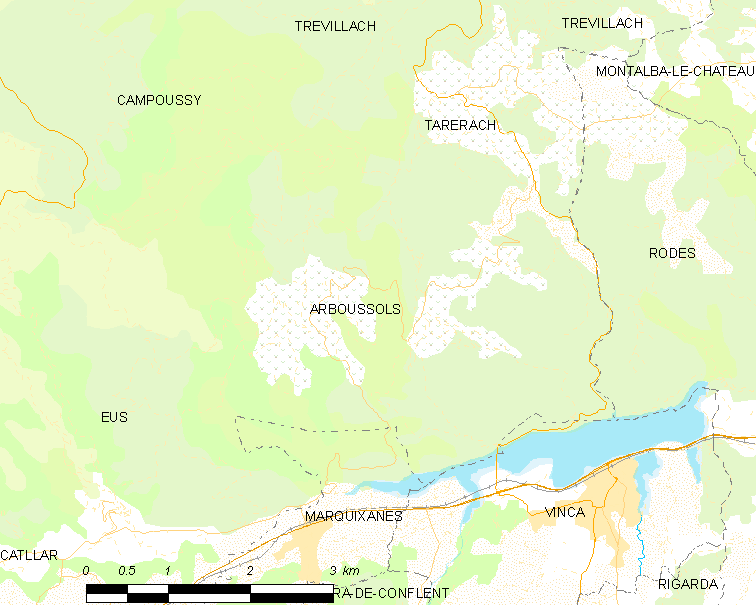
Karte von Arboussols

Arboussols liegt in einer Höhe von ca. 560 m ü. d. M. am Fuße der Pyrenäen auf der nördlichen Seite des Têt-Tales etwa zehn Kilometer (Fahrtstrecke) von Vinça entfernt. Die Großstadt Perpignan befindet sich etwa 44 Kilometer östlich.

## Bevölkerungsentwicklung
| Jahr      | 1800 | 1851 | 1901 | 1954 | 1975 | 1999 | 2012 |
| Einwohner | 146  | 205  | 202  | 129  | 85   | 95   | 101  |

Die Reblauskrise im Weinbau und der Verlust an Arbeitsplätzen durch die Mechanisierung der Landwirtschaft führten seit dem ausgehenden 19. Jahrhundert zu einem stetigen Rückgang der Einwohnerzahlen.

## Wirtschaft
Traditionell lebten die Einwohner als Selbstversorger von den Erträgen ihrer steinigen Felder und von ein wenig Viehzucht (Schafe, Ziegen, Hühner). Die auf dem Gemeindegebiet produzierten Weine werden über die Appellationen Côtes Catalanes, Côtes du Roussillon, Languedoc und Pays d’Oc vermarktet. Seit der Mitte des 20. Jahrhunderts sind Einnahmen aus dem Tourismus in Form der Vermietung von Ferienwohnungen (gîtes) hinzugekommen.

## Geschichte
Aus prähistorischer Zeit stammen die Überreste zweier Megalithgräber (dolmen) auf dem Gemeindegebiet; Kelten, Römer und Westgoten haben hingegen keine Spuren hinterlassen. Die erste Erwähnung des Ortes unter dem Namen  Arbussolas stammt aus dem Jahr 950; die Erwähnung einer Kirche Sainte-Eulalie findet sich in einem Besitzverzeichnis der Abtei Saint-Michel-de-Cuxa aus dem Jahr 1011, welches bis zur Auflösung aller Grundherrschaften (seigneuries) während der Französischen Revolution Bestand hatte. Seit dem Jahr 1822 gehört auch der ca. 3 km östlich gelegene Ort Marcevol zum Gemeindegebiet.

## Sehenswürdigkeiten

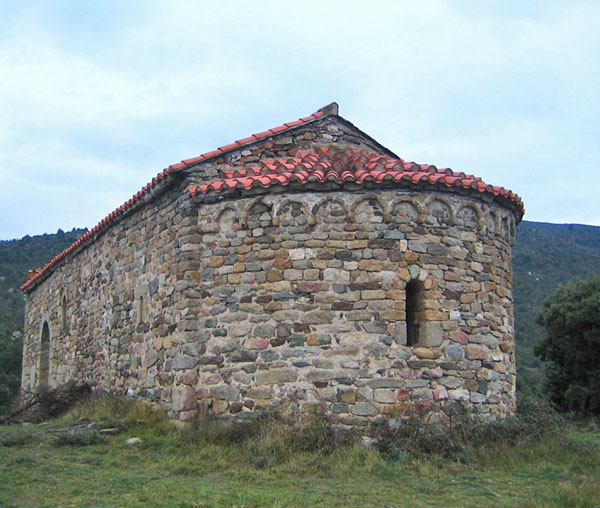
Kirche Sainte-Eulalie

- Die Pfarrkirche Sainte Eulalie ist ein einschiffiger frühromanischer Bau des 11. Jahrhunderts. Einziger Schmuck des aus grob behauenen Bruchsteinen gemauerten Äußeren ist die mit einem Rundbogenfries im Lombardischen Stil abschließende Apsis. Der Eingang zur Kirche befindet sich – wie in der Region üblich – auf der Südseite.
- Die zu klein gewordene Pfarrkirche wurde im 17. Jahrhundert durch den Kirchenneubau von Saint-Sauveur ersetzt, dessen zweigeteilter Glockengiebel (clocher mur oder espadanya) das Ortsbild dominiert.

Marcevol
- Etwa auf halber Strecke zwischen Arboussols und Marcevol befindet sich ein nur selten besuchter Dolmen.
- Die ursprünglich dreischiffige Prioratskirche von Marcevol gehört zu den bedeutenden Kirchenbauten in Norden Kataloniens (Roussillon) und ist bereits seit 1840 als Monument historique anerkannt.[1]
- Im kleinen Ort selbst steht die einschiffige Kapelle Notre-Dame aus dem 11./12. Jahrhundert mit einer durch Lisenen und abschließenden Rundbogenfriesen gegliederten Apsis und einem einfachen Glockengiebel über der südlichen Außenwand. Der Kirchenbau wurde im Jahr 1973 als Monument historique eingestuft.[2]